# Josef Kopal (1819)
Josef Kopal (27. srpna 1819 Lemberg – 29. srpna 1894 Baden) byl rakouský šlechtic a generál v rakousko-uherské armádě. Patřil k mladší linii rodu Kopalů.

## Život

### Vojenská kariéra
Do rakouské císařské armády vstoupil roku 1835. Účastnil se tažení v roce 1848 a 1849 částečně jako velitel pěší pionýrské roty a částečně jako člen generálního štábu. Roku 1854 se podílel na stavbě 250 metrů dlouhého dřevěného mostu přes řeku San. Roku 1859 se účastnil tažení v Itálii. 28. června 1866 se vyznamenal ve válce s Pruskem v bitvě u České Skalice, kdy jeho prapor pronikl bojovou linií a napadl nepřítele.

#### Povýšení
- poručík 2. třídy (1841)
- poručík 1. třídy (1845)
- nadporučík (1848)
- hejtman 2. třídy (1849)
- hejtman 1. třídy (1850)
- major (1859)
- plukovník (1866)

#### Ocenění
23. dubna 1873 získal hodnost generálmajora. V této hodnosti setrval do 1. dubna 1876, kdy byl pensionován. Za svou službu byl oceněn bronzovou Vojenskou záslužnou medailí.

### Povýšení do šlechtického stavu
Za více než 40 let služby v armádě s účastí v boji jej císař František Josef I. povýšil 30. prosince 1879 do šlechtického stavu.

#### Erb
V červeno-zeleně polceném štítě je vsunuta do poloviny sahající zlatá špice s červenou hvězdou, nad špicí je šikmo položený přirozený rýč listem vzhůru překřížený zvráceným mečem se zlatým jílcem a záštitou. Na štítě spočívá korunovaná turnajská přilba s červeno-zlatými a zeleno-zlatými přikrývadly. Klenotem jsou dvě složená křídla, přední dělené zlato-červeně, zadní zeleno-zlatě.

### Rodina
Starší syn Karel zemřel roku 1873 jako nadporučík husarů. Mladší syn Wilhelm rovněž sloužil v rakouské císařské armádě. Tato linie rodu Kopalů žila později v Rakousku.

## Vyznamenání
- Vojenská záslužná medaile na červené (mírové) stuze[6]